# Aamu
| D36 | G1 | G17 | G43 |

| D36 | G1 | G17 | G43 |

Aamu (idioma egipcio: ' 𓂝𓄿𓅓𓅱' ꜥꜣmw) era un nombre egipcio utilizado para designar a los extranjeros asiáticos occidentales en la antigüedad. Generalmente se traduce como "asiático occidental", pero se han hecho sugerencias que podrían ser idénticos a las de los cananeos o amorreos.  
Abraham podría haber estado relacionado con la gente de Asia occidental que se sabe que visitó Egipto durante el segundo milenio a. C., como los Aamu o Retenu. David Rohl propuso identificar a Abraham con los Aamu, bien conocido en fuentes egipcias como pueblo de Asia occidental. En egipcio, la lectura del segundo aleph, cuando hay dos álefs consecutivos en una palabra, cambia a "r" o "l", de modo que la palabra Aamu, que tradicionalmente se sospecha que significa amorreo, en realidad se puede leer "Aramu", refiriéndose a los arameos, y asociado a Abraham por el nombre que se le da en la Biblia, "Abraham el arameo errante".
 

Una pintura del antiguo Egipto en la tumba del funcionario de la XII Dinastía Jnumhotep II, en Beni Hassan (c. 1900 a. C.), muestra a un grupo de extranjeros de Asia occidental, posiblemente cananeos, etiquetados como Aamu ( ꜥꜣmw ), incluido el protagonista con un íbice nubio etiquetado como "Abisha el Hicso" (𓋾𓈎𓈉 ḥḳꜣ-ḫꜣsw, Heqa-kasut). Los Aamu de este relieve están además etiquetados como pertenecientes al área de Shu, que puede identificarse, con cierta incertidumbre, con el área de Moab en el sur de Palestina, alrededor del río Jordán, o generalmente el sur del Levante, justo al este del río Jordán y el mar Rojo.

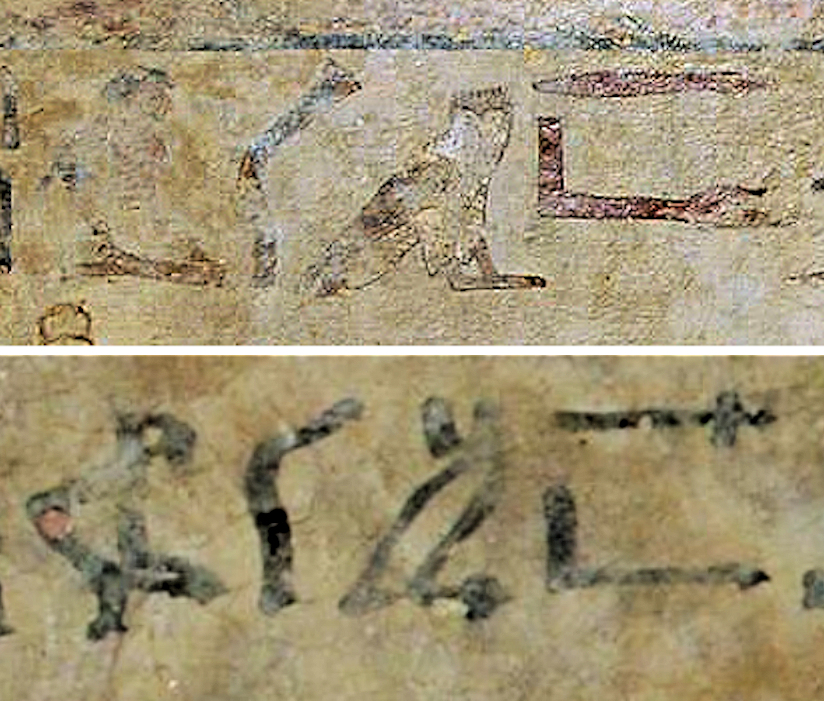
La palabra "Aamu" (de derecha a izquierda) en dos escrituras egipcias, en la Procesión del Aamu, alrededor de 1900 a. C.
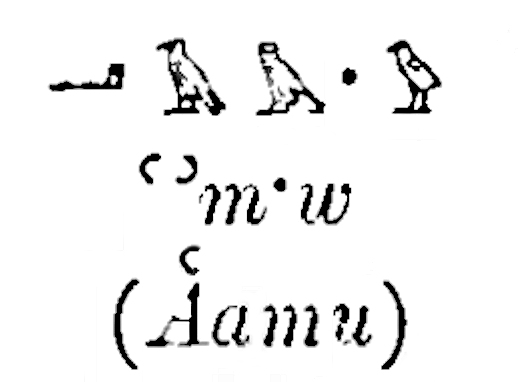
Una descripción más reciente de la palabra (de izquierda a derecha, 1898)
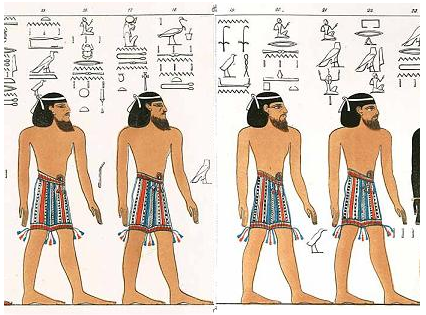
Gente Aamu (caracteres ' 𓂝𓄿𓅓𓅱' esparcidos junto a cada individuo) en el Libro de las Puertas (renderizado)